# Mexikanische Badmintonmeisterschaft 1935
Die Mexikanische Badmintonmeisterschaft 1935 fand in Mexiko-Stadt statt. Es war die dritte Auflage der nationalen Titelkämpfe von Mexiko im Badminton.	

## Titelträger
| Disziplin    | Sieger                                      |
| ------------ | ------------------------------------------- |
| Herreneinzel | William R. Jennings                         |
| Dameneinzel  | Lena Strackbein                             |
| Herrendoppel | Francisco de la Macorra William R. Jennings |
| Damendoppel  | Lena Strackbein F. de la Macorra            |
| Mixed        | William R. Jennings Lena Strackbein         |